# Institut aéronautique Jean Mermoz
Institut aéronautique Jean Mermoz (IAJM) è un'organizzazione di addestramento al volo e servizi di risorse. I piloti delle linee aeree professionali sono stati addestrati alla IAJM dal 1957.
Il suo nome deriva dal francese Aviatior Jean Mermoz.
La scuola è famosa per i suoi libri sull'aviazione. Pubblicato in francese, dal 2016 i libri sono disponibili anche in inglese grazie ad un accordo di partnership con l'École nationale de l'aviation civile.
I primi libri in inglese sono stati pubblicati al Salone internazionale dell'aeronautica e dello spazio di Parigi-Le Bourget 2017, in collaborazione con Airbus.
La scuola ha anche un accordo con il college aerospaziale IPSA per un Master of Science in aviazione / ATPL. Un terzo dei piloti delle linee aeree francesi è stato addestrato all'Istituto Mermoz.